# 川上貞夫
川上 貞夫（かわかみ さだお、1897年(明治30年)7月23日 - 1977年(昭和52年)7月31日）は、教育者、画家、考古学者である。

## 略歴
- 1897年（明治 30年） - 鳥取県岩美郡国府町高岡（現・鳥取市国府町高岡）に生まれる。
- 1919年（大正 8年） - 京都高等工芸学校 (旧制)卒業。
- 1977年（昭和 52年） - 7月31日 逝去｡

元鳥取県文化財専門員、元鳥取文化財協会理事。

## 著書
- 『岡益の石堂』(1966年）[注釈 1]
- 『因幡のふるさと － 国府町の歴史と文化』（1968年）